# Horte et Tardoire (région naturelle)
Le pays d'Horte et Tardoire est un pays traditionnel de France. Il est situé à l'est du département de la Charente, à la limite du bassin aquitain et du Massif central. Il a donné son nom à une structure de regroupement de collectivités locales françaises (Pays) du département de la Charente.

## Géographie
Ce pays, de conception récente, regroupe deux petites régions naturelles riches en trésors archéologiques et en monuments historiques : les causses de Tardoire et le pays d'Horte.

### Les causses de Tardoire
Les causses de Tardoire (ou causses de La Rochefoucauld) forment une zone intermédiaire entre les terrains granitiques du Massif central et les sols sédimentaires de la plaine de la Charente. Ces plateaux karstiques sont parsemés d’avens, grottes et autres curiosités hydrologiques. Ils sont recouverts de forêts comme celles de la Braconne ou la Forêt de Quatre Vaux. Les vallées abritent des cultures céréalières et des noyeraies. 

### Le pays d'Horte
Séparé du causse de Tardoire par la vallée du Bandiat, le pays d'Horte est le domaine de la forêt. La forêt d'Horte est la plus connue. Les pins, les châtaigniers et les chênes se satisfont des terrains sableux et caillouteux qui constituent ce territoire.